# Halte de spahis près d'une source
Halte de spahis près d'une source est un tableau orientaliste inachevé, à l'huile sur toile, du peintre français Théodore Chassériau. Inspiré par sa rencontre avec les spahis en Algérie, il fait partie d'une série de dessins, d'esquisses et de toiles inachevés que Chassériau a réalisés sur cette thématique. Il est conservé au Musée du Louvre.

## Réalisation
Théodore Chassériau a réalisé de nombreuses études de chevaux arabes en Algérie. Il parle de sa rencontre avec les spahis du régiment de Constantine, créé peu après la colonisation de l'Algérie par la France, dans ses correspondances. Ces notes révèlent qu'il envisageait plusieurs projets de dessins et peintures sur la thématique de la vie de ces troupes militaires. Cependant, Chassériau ne peut mener ses projets à bien, qui restent à l'état d'esquisses plus que de tableaux finis. Ses annotations à la mine de plomb signalent, parmi ces projets, « halte de spahis », « corps de garde de spahis », « charge de spahys » et « spahis porteur de dépêches ». Le musée du Louvre compte aussi un dessin de « peloton de spahis vus de dos », annoté à la plume.